# Matthias Höpfner (Diplomat)
Matthias Martin Höpfner (* 18. Dezember 1953 in Potsdam) ist ein deutscher Diplomat. Er war von 2006 bis 2009 Botschafter der Bundesrepublik Deutschland in Kanada, von 2009 bis 2014 in Bulgarien und von 2014 bis 2017 in Irland.

## Leben
Nach dem Abitur im Jahre 1972 studierte Höpfner bis 1977 Rechtswissenschaften und arbeitete von 1979 bis 1981 als Wissenschaftlicher Assistent am Max-Planck-Institut für ausländisches öffentliches Recht und Völkerrecht in Heidelberg. Anschließend war er bis 1987 ebenda als Rechtsanwalt tätig.
Nach dem Eintritt in den Auswärtigen Dienst 1987 folgten Verwendungen im Auswärtigen Amt und an der Botschaft in Jakarta. Von 1995 bis 1997 war er Ständiger Vertreter des Botschafters in Tripolis. Anschließend folgten mehrere Verwendungen im Auswärtigen Amt als Leiter einer Arbeitseinheit (1997 bis 1998) und als Leiter des Parlamentsreferats (1998 bis 2002). Zudem war er von 2002 bis 2006 Stellvertretender Leiter der Wirtschaftsabteilung.
Im Jahre 2006 wurde er als Nachfolger von Christian Pauls Botschafter in Kanada und wurde 2009 Botschafter in Bulgarien. Von 2014 bis 2017 vertrat er die Bundesrepublik als Botschafter in Dublin.    
Höpfner ist Mitglied der Partei Bündnis 90/Die Grünen.